# Поисево
Пои́сево (тат. Пучы) — село в Актанышском районе Республики Татарстан. Административный центр муниципального образования «Поисевское сельское поселение». Было основано в начале XVIII века ясачными татарами. Население в 1913 году достигало 2568 жителей, на 2019 год оно составляло 1431 человек.

## География

### Географическое положение
Находится в лесостепной зоне, в пониженной северо-восточной части Восточного Закамья, в пределах северных отрогов Бугульмино-Белебеевской возвышенности Приуральской провинции, на реке Сарашлы. Расположение относительно районного центра — села Актаныш — 48 км к юго-западу. Высота над уровнем моря — 116 м.

### Климат
Согласно Классификации климатов Кёппена, климат села классифицируется как Dfb — влажный континентальный климат с тёплым летом. Температура здесь в среднем 4,5 °C. Среднегодовая норма осадков — 619 мм.
| Показатель              | Янв.  | Фев.  | Март | Апр. | Май  | Июнь | Июль | Авг. | Сен. | Окт. | Нояб. | Дек. |
| ----------------------- | ----- | ----- | ---- | ---- | ---- | ---- | ---- | ---- | ---- | ---- | ----- | ---- |
| Средняя температура, °C | −11,3 | −10,6 | −4,1 | 5    | 13,2 | 17,9 | 20,5 | 18,5 | 12,3 | 4,8  | −2,7  | −8,8 |
| Норма осадков, мм       | 41    | 33    | 38   | 38   | 55   | 74   | 62   | 61   | 61   | 62   | 49    | 45   |
| Источник:               |       |       |      |      |      |      |      |      |      |      |       |      |

## История
Было основано в начале XVIII века ясачными татарами, поселившимися здесь, на землях Булярской волости, на основании указа 1683 года. В документе «Владенная память 1701 г.» впервые сообщается о 29 поселениях Мушугинского края, в том числе и о деревне Поисево («Поюсево»).
В XVIII—XIX веках жители относились к сословию тептярей. В документе «Владенная память 1701 г.» называются имена «бобылей», проживавших в деревне. Национальность подавляющего большинства жителей в этом источнике указана татарская. В документах Мензелинской приказной избы 1703 года жители названы татарами. Материалы I–III государственных ревизий (1722–1762 гг.) зафиксировали проживание здесь податных групп татарского населения (ясачных татар и тептярей). По сведениям ревизских сказок 1762 года, в команде старшины Минея Бекбовова Булярской волости зафиксированы «тептяри и бобыли» Поисево. По сведениям 1764 года, жители именуются ясачными татарами команды старшины Умяткула Теукелева (он сменил на этом посту Минея Бекбовова). В годы Крестьянской войны 1773—1775 годов жители примкнули к пугачёвцам. По сведениям ревизских сказок Мензелинского уезда 1816 года, в деревне числились 272 души мужского и 260 душ женского пола в 83 дворах. По сведениям «Ведомости, учинённой Мензелинским земским судом о башкирских селениях и жительствующих на принадлежащей им земле припущенниках разного сословия жителях с показанием в ней числа душ по 7-й ревизии» (1822 г.), деревня имела однородный «тептярский» состав (272 души муж. пола). С 1855 года «тептярей» ряда деревень (в т. ч. Поисево) стали именовать «башкирами-припущенниками». Ревизская сказка 1859 года зафиксировала здесь 606 душ мужского и 567 душ женского пола «тептярей», всего 1173 человека (220 дворов).
Помимо традиционных повсеместных земледелия и скотоводства, обычными занятиями жителей также были калачный, лапотный промыслы. В 1892 году сельская община владела 3019 десятинами и 1900 квадратными саженями земли. В начале XX века из хозяйственных построек отмечалось наличие четырех кузниц, ветряной мельницы, сеноприёмного пункта. Проводились базар по вторникам и ярмарки: 1—7 июня и 29 сентября — 6 октября.
В 1880-х годах решением Мензелинского уездного земского собрания здесь был образован врачебный участок. Сама же земская больница была построена в 1905—1907 годах. В двух зданиях были родильное, терапевтическое, хирургическое, инфекционное отделения. Во время I мировой и Великой Отечественной войны использовалась как военный госпиталь. В 1907 году в деревне была открыта почтовая станция. В начале XX века располагались волостное правление и земская больница. В 1911 году была построена мечеть третьего прихода. В начале XX века в селе действовали три мечети, три мектеба для мальчиков и один — для девочек.
19 октября 1918 года деревня была занята силами экспедиционного партизанского отряда ВЦИКа в ходе рейда по тылам Чехословацкого корпуса. В дальнейшем здесь сосредоточились основные силы отряда. По сведениям 1943 года, в Поисево был эвакуирован московский детский сад завода Наркомата промышленных стройматериалов с 47 воспитанниками.
В 1929 году в селе был образован колхоз под названием «1 мая». В 1944 году был разделён на два колхоза: «Узяк», «1 Мая». В 1958 году вновь были объединены в колхоз «Узяк». В 1959 году он получил имя Нура Баяна. В 1995—2002 годах колхоз села был реорганизован в объединение кооперативов, позднее в общество с ограниченной ответственностью. В 1935 году в селе была создана машинно-тракторная станция, с 1958 — ремонтно-техническая станция, с 1980 — Актанышское отделение «Сельхозхимии». До 1979 года вместе со средней действовала восьмилетняя школа с татарскими классами.
До 1920 года село было центром Поисевской волости, входившей в Мензелинский уезд Уфимской губернии. С 1920 года было включено в состав образованного Мензелинского кантона Татарской АССР (в 1924 г. — волостной центр). В связи с упразднением кантонного деления в республике, 10 августа 1930 года вошло в состав образованного Мензелинского района, 10 февраля 1935 года стало центром Калининского района. 12 октября 1959 года перешло в Актанышский район. В результате реформы административно-территориального деления, 1 февраля 1963 года вошло в состав Мензелинского, а 12 января 1965 года — Актанышского района.

## Население
| 1762  | 1795  | 1811  | 1816  | 1834  | 1859  | 1870  |
| ----- | ----- | ----- | ----- | ----- | ----- | ----- |
| 147   | ↗344  | ↘248  | ↗532  | ↗712  | ↗1173 | ↗1319 |
| 1884  | 1885  | 1896  | 1897  | 1906  | 1913  | 1920  |
| ↗1567 | ↘1366 | ↗2138 | ↗2322 | ↗2420 | ↗2568 | ↘2457 |
| 1926  | 1938  | 1949  | 1958  | 1970  | 1979  | 1989  |
| ↘2001 | ↘1965 | ↘1936 | ↗2344 | ↗2490 | ↘2119 | ↘1562 |
| 2002  | 2010  | 2015  | 2019  | 2021  |       |       |
| ↘1383 | ↗1409 | ↘1257 | ↗1431 | ↘1215 |       |       |

По переписи 2021 года в селе жили 1215 человек. Из 1215 указавших национальность были 1181 татарин, 21 русский и 13 представителей других национальностей. Русский язык был родным для 21 человека (при этом использовали его 1171 человек), татарский — для 1182 (использовали 1179 человек). По переписи 2010 года — 1409 человек. По переписи 2002 года — 1383 жителя (татары — 97%).

## Экономика
В селе действует сельскохозяйственное предприятие — общество с ограниченной ответственностью «Имени Нура Баяна». В зоне сельскохозяйственного производства общества находятся ферма крупного рогатого скота (1850 голов), свиноферма (4000 голов), машинно-тракторный парк,
зерноток, склад минеральных удобрений. Имеется ветеринарная лечебница, хлебопекарня. Также, в селе находится производственное предприятие — общество с ограниченной ответственностью «Нур». Жители работают в основном в ООО «Имени Нура Баяна», на предприятиях сельхозхимии, сельхозтехники. Развито полеводство, скотоводство.

## Транспорт
Вдоль северной окраины села проходит федеральная автомагистраль «Волга» M7 E 22. Село соединяется с районным центром автомобильной дорогой общего пользования регионального значения «Актаныш — Поисево». Поисево является промежуточным остановочным пунктом по межмуниципальному маршруту регулярных перевозок «Актаныш — Казань — Актаныш». От Казани до села существует постоянное автобусное сообщение.

## Инфраструктура
В селе с 1937 года действует средняя школа, с 1959 года — дом-интернат для престарелых и инвалидов. Имеются детский сад, филиал центра детского творчества села Актаныш, участковая больница, почтовое отделение, отделение Сбербанка, универсальная спортивная площадка для игры в баскетбол и волейбол,кладбище площадью 6,6 га.
Общая площадь села — 272,7 га (2015 г.). В селе 16 улиц. Жилищный фонд составляет 45,9 тыс. кв. м. Село газифицировано и электрифицировано. Водоснабжение осуществляется из подземных источников при помощи артезианских скважин и водонапорных башен. Общая протяжённость сетей водоснабжения — 8,5 км. Централизованная канализация отсутствует. Население пользуется септиками или выгребными ямами. Отопление индивидуальной и общественной застройки осуществляется от локальных источников теплоснабжения, работающих на газе.

## Культура и религия
В селе есть объекты культурного наследия республиканского значения:
- деревянное одноэтажное здание соборной мечети 1911 года — памятник культовой архитектуры, принадлежащий стилю эклектики[49][50]
- братская могила партизан, расстрелянных в 1918 году белогвардейцами
- здания земской больницы (1905—1907 гг.) — памятник гражданской архитектуры, принадлежащий стилю эклектики «кирпичного» направления[50]
- здание школы (1930-е годы), среди выпускников — первый Президент РТ М. Ш. Шаймиев[50]
- одноэтажное здание торговой лавки (начало XX века)

В селе действует творческий коллектив — хореографический ансамбль «Яшьлек». С 1962 года действует сельский дом культуры, а с 1918 года — сельская библиотека. В селе находится местная мусульманская религиозная организация — приход мечети «Азат Хаджи» Духовного управления мусульман Республики Татарстан, построенной в 2006 году.

## Известные уроженцы
В селе родились:
- Азат Хамаев (р. 1956) — российский государственный и политический деятель; депутат Государственной думы (1995—1999)
- Лена Шагирзян (1945—2017) — советская и российская татарская поэтесса, публицист, литературный критик. Народный поэт Республики Татарстан, заслуженный деятель искусств Республики Татарстан. Лауреат Государственной премии Республики Татарстан имени Габдуллы Тукая